# A Spring Breath
『A Spring Breath』（ア スプリング ブレス）は、flumpoolのコンセプト・アルバム。2022年3月16日にA-Sketchから発売された。

## 概要
前作『Real』から約2年ぶりのアルバムリリースとなり、所属事務所からの独立後初のアルバム作品である。
本作は、flumpoolが2021年12月に開催したビルボードでのアコースティックLIVEからの流れを汲んだコンセプトアルバムとなっており、既発曲のアコースティックアレンジバージョンも収録されている。一方、前作以降に発売されたシングル『ディスタンス』とデジタルシングルの「その次に」は未収録となっている。
阪井との共同アレンジャーとしてレーベルメイトであるWEAVERの杉本雄治が参加している。
2022年2月16日に本作から表題曲が先行配信され、それに先駆けて、2月11日放送のFM802『ROCK KIDS』にて初オンエアされた他、3月4日には「証」が先行配信された。

## 収録内容
| 全作詞: 山村隆太。 |                                                  |           |           |                    |      |
| #                  | タイトル                                         | 作詞      | 作曲      | 編曲               | 時間 |
| 1.                 | 「君に届け」(A Spring Breath ver.)               | 山村隆太  | 阪井一生  | 阪井一生、杉本雄治 | 6:09 |
| 2.                 | 「サヨナラの瞬間」                               | 山村隆太  | 阪井一生  | 阪井一生、杉本雄治 | 4:27 |
| 3.                 | 「two of us」(A Spring Breath ver.)              | 山村隆太  | 阪井一生  | 阪井一生、杉本雄治 | 4:45 |
| 4.                 | 「明日への帰り道」                               | 山村隆太  | 阪井一生  | 阪井一生、杉本雄治 | 4:58 |
| 5.                 | 「証」(A Spring Breath ver.)                     | 山村隆太  | 阪井一生  | 阪井一生、杉本雄治 | 5:32 |
| 6.                 | 「夢から覚めないで」                             | 山村隆太  | 阪井一生  | 阪井一生、杉本雄治 | 3:48 |
| 7.                 | 「Hydrangea」(A Spring Breath ver.)              | 山村隆太  | 阪井一生  | 阪井一生、杉本雄治 | 4:44 |
| 8.                 | 「誰かの春の風になって」                         | 山村隆太  | 阪井一生  | 阪井一生、杉本雄治 | 3:54 |
| 9.                 | 「どんな未来にも愛はある」(A Spring Breath ver.) | 山村隆太  | 阪井一生  | 阪井一生、杉本雄治 | 4:29 |
| 10.                | 「花になれ」(A Spring Breath ver.)               | 山村隆太  | 阪井一生  | 阪井一生、杉本雄治 | 7:07 |
| 11.                | 「A Spring Breath」                              | 山村隆太  | 阪井一生  | 阪井一生、杉本雄治 | 3:59 |
| 合計時間:          | 合計時間:                                        | 合計時間: | 合計時間: | 53:52              |      |

| #  | タイトル                                                                                 | 作詞 | 作曲・編曲 |
| -- | ---------------------------------------------------------------------------------------- | ---- | ---------- |
| 1. | 「flumpool "ROOF PLAN ～Acoustic in Billboard Live～" @Billboard Live TOKYO 2021.12.31」 |      |            |

## タイアップ
夢から覚めないで
NTV「ぶらり途中下車の旅」テーマソング
A Spring Breath
フジテレビ「めざまし8」2022年3月度エンディングソング